# 貶義
貶義或貶義詞語是指一個帶有嘲弄或其他負面意義的字詞或片語，一個詞是否帶有貶義，有時須視場合與對象而定。居多用於責罵、教訓他人。在歷史上，有許多原來帶有貶義的用詞經過了一段時間之後，逐漸成為普通用語，例如美國英語中的「北方佬」（Yankee）；也有許多原來不帶有貶義的用詞由於某些原因而變得帶有貶義。